# 黄鸿翔
黄鸿翔（1940年—），汉族，中华人民共和国政治人物、第十一届全国政协委员。
加入九三学社，担任中国农业科学院农业资源与农业区划研究所研究员。2008年，当选第十一届全国政协委员，代表农业界，分入第三十八组。